# سیارک ۲۲۷۸۶
سیارک ۲۲۷۸۶ (به انگلیسی: 22786 Willipete، نامگذاری:1999JY73) بیست و دو هزار و هفتصد و هشتاد و ششمین سیارک کشف شده‌است که در ۱۲ مه ۱۹۹۹ کشف شد.
قدر مطلق سیارک برابر ۱۴.۸ است.